# Petr Nešetřil
Petr Nešetřil (* 6. března 1971 v Čelákovicích) je český podnikatel a automobilový závodník. Je mnohaletým pravidelným účastníkem Mistrovství České republiky v rallye.
Vystudovaný programátor odstartoval svojí profesní kariéru krátce po sametové revoluci, když nastoupil jako obchodní manažer do společnosti Vikomt, která byla ve své době významným prodejcem výpočetní techniky. Zde se seznámil s jedním z tehdejších majitelů Vikomtu - Pavlem Tykačem, který podle časopisu Forbes patří mezi nejúspěšnější české podnikatele. Přátelství s Pavlem Tykačem trvá dodnes.
První významný obchod udělal již v devadesátých letech minulého století, když odkoupil od Fondu národního majetku zbytkový podíl společnosti Štěrkovny a pískovny Olomouc, kterou úspěšně restrukturalizoval a poté prodal zavedené nadnárodní těžařské společnost.

## Podnikání
Samostatně podniká od začátku třetího tisíciletí, a to zejména prostřednictvím společnosti Charlton. Zaměřuje se na investice do cenných papírů, půdy a nemovitostí. V roce 2018 odkoupil farmu Agro Kombinát Dolní Žandov, která hospodaří na přibližně čtyřech tisících hektarů půdy a chová 1800 kusů skotu. V roce 2021 založil prostřednictvím fúze několika společností firmu Forestlaan, která vlastní přibližně 12 tisíc hektarů zemědělských a lesních pozemků. Zemědělské pozemky pronajímá, v lesích hospodaří vlastními silami. Společnost Forestlaan dnes patří do první desítky největších majitelů pozemků v Čechách. Týdeník Euro v létě 2023 informoval, že firmy Petra Nešetřila vlastní i pozemky v Praze Chuchli a Radotíně, na kterých by měla vyrůst první zastřešená lyžařská sjezdovka v Čechách. Petr Nešetřil vlastnictví pozemků potvrdil, ale k projektu sjezdovky se postavil velmi kriticky. Jednoznačně ho odmítl.
V roce 2020 získal prostřednictvím společnosti Pexanova pražský zimní stadion Škoda Icerink, který disponuje dvěma ledovými plochami a moderním zázemím včetně fitness. Je určen pro veřejné bruslení, využívají ho školy i školky v okolí, fungují zde také krasobruslařské a hokejové kluby.
V březnu 2023 informoval ekonomický deník o tom, že koupil jedno procento akcií ČEZ. Hodnota tohoto akciového balíku dosahuje téměř pěti miliard korun.

## Rallye

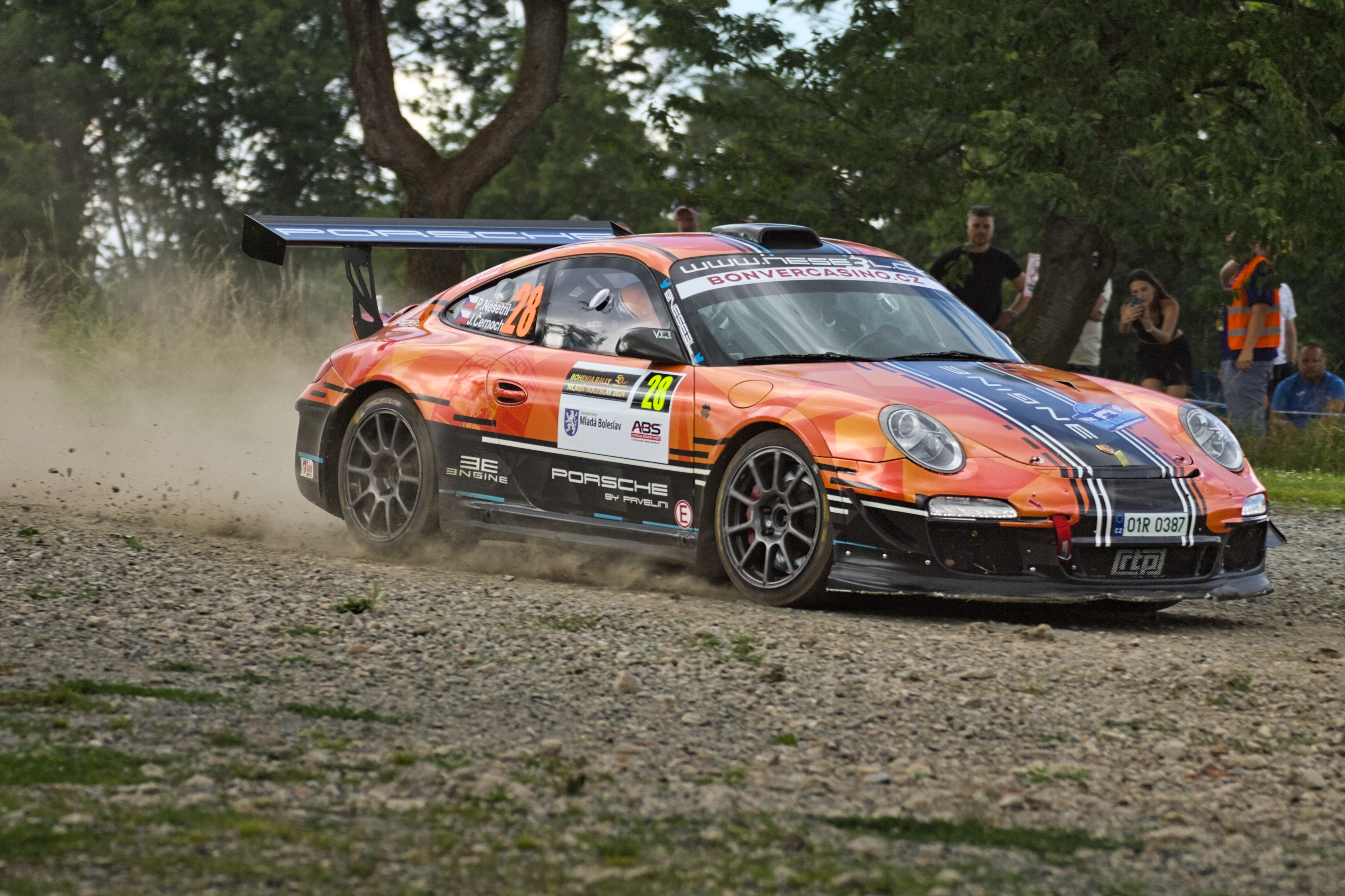
Petr Nešetřil v roce 2024

Premiéru v závodech mistrovství republiky si Petr Nešetřil odbyl v roce 2011. Začínal za volantem čtyřkolky Mitsubishi Lancer Evo IX a historického BMW 2002ti, spolu s navigátorem Hynkem Středou. Od roku 2016 se na sedadle navigátora objevuje Jiří Černoch. Od roku 2017 začala posádka závodit s vozem Porsche 997 GT3. Jedná se o šestiválec o objemu 3800 cm³ s pohonem zadních kol. Pro závody rallye se jedná o atypický vůz, který u diváků budí velký zájem.
V letech 2018, 2019, 2020 a 2021 získal titul vítěze třídy 4 v MČR v rallye. Zúčastnil se i několika závodů mistrovství světa a Evropy a v letech 2019 a 2020 obsadil stříbrnou příčku v kategorii RGT v FIA závodech mistrovství světa.